# Phanna Rithikrai

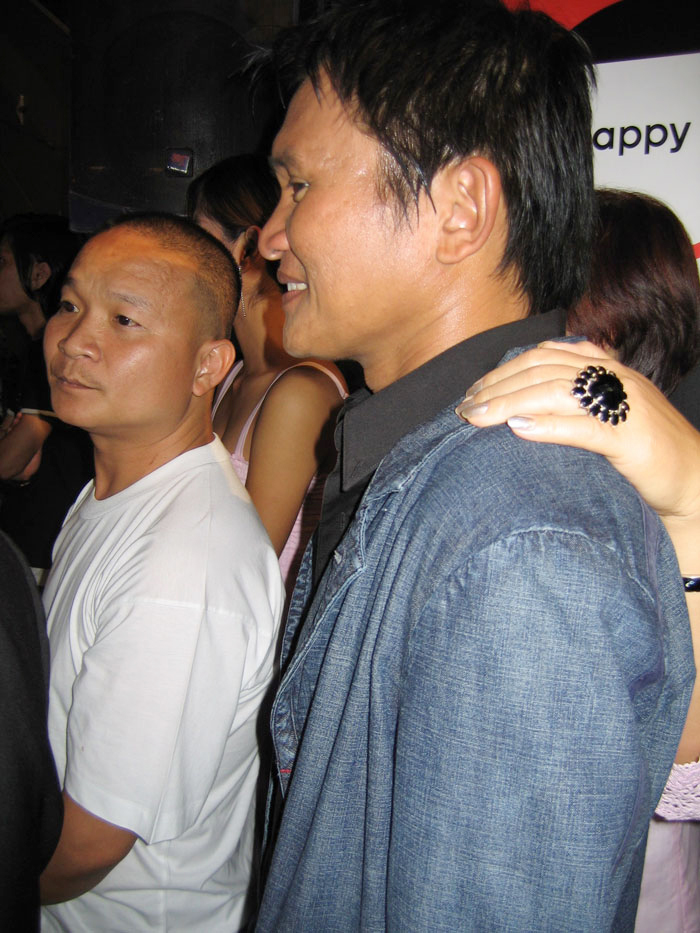
Phanna Rithikrai, rechts neben Petchtai Wongkamlao (4. August 2005)

Phanna Rithikrai (thailändisch พันนา ฤทธิไกร; * 17. Februar 1961 in der Provinz Khon Kaen, Thailand; † 20. Juli 2014 in Bangkok, Thailand) war ein thailändischer Filmregisseur, Drehbuchautor, Schauspieler und Stunt-Choreograf, der vor allem durch seine Mitwirkung an Martial-Arts-Filmen internationale Bekanntheit erlangte.

## Leben und Werk
Phanna entdeckte schon früh seine Leidenschaft für Actionfilme und begann auch bald in der nationalen thailändischen Filmindustrie zu arbeiten, anfangs noch als Aushilfskraft in der nationalen Filmindustrie Thailands, wo er mit den bekanntesten nationalen Schauspielern jener Zeit, Soraphong Chatree und Nappon Gomarachun, zusammenarbeiten konnte. Später bot sich ihm die Möglichkeit seine eigenen „realistischen Actionfilme“ als Drehbuchautor, Regisseur und Stunt-Choreograf zu verwirklichen.
Als Glücksfall erwies sich für ihn die Zusammenkunft mit Tony Jaa, den er als sein Mentor förderte. Er unterrichtete ihn in diversen Kampfsportarten und perfektionierte mit ihm das Muay Thai Boran, eine traditionelle Variante des Muay Thai, die Tony Jaa zu einem gefeierten Actionhelden werden ließ. Mit dem Regisseur Prachya Pinkaew, der wie Phanna Rithikrai von Tony Jaas Fähigkeiten beeindruckt war, realisierte er 2003 den Martial-Arts-Film Ong-Bak: Muay Thai Warrior, für dessen Aufnahmen er zuvor vier Jahre mit dem Hauptdarsteller die Stunts eintrainierte.
Phanna Rithikrai, der auf eine über 30-jährige Filmerfahrung zurückblicken konnte, realisierte über ein Dutzend Spielfilme als Regisseur und Drehbuchautor. Daneben war er auch als Schauspieler tätig, wie als böser Gegenspieler Dam von Hauptdarsteller Dan Chupong in dem Martial-Arts-Film Born to Fight – Dynamite Warrior aus dem Jahr 2006.
Er starb in einem Krankenhaus in Bangkok in Folge eines Leber- und Nierenversagens.

## Filmografie (Auswahl)

### Regie
- 2001: Nuk leng klong yao (นักเลงกลองยาว)
- 2004: The Bodyguard (บอดี้การ์ดหน้าเหลี่ยม, Martial-Arts Stuntregie)
- 2004: Born to Fight (เกิดมาลุย)
- 2008: Ong-bak 2 (องค์บาก2)
- 2010: Ong-bak 3 (องค์บาก3)
- 2011: BKO: Bangkok Knockout (Deutscher Titel: Ong Bak - The New Generation)

### Stuntregie / Choreographie
- 2008: Chocolate … süß und tödlich! (ช็อคโกแลต)

### Schauspieler
- 2006: Born to Fight – Dynamite Warrior